# قيطس (أساطير)

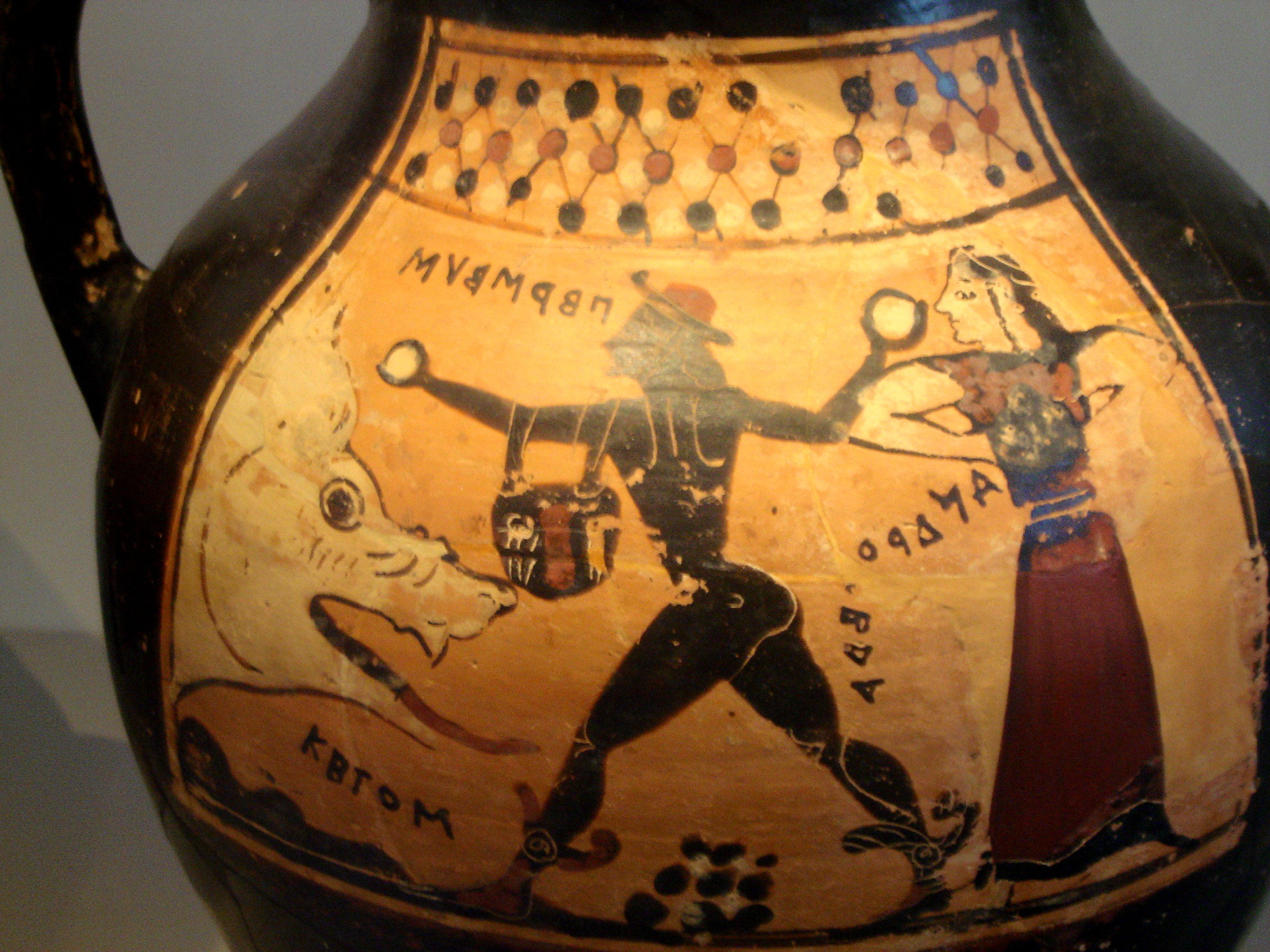
مزهرية كورنثية قديمة تصور بِرسيُس وأندرميدا و Ketos (الأسماء مكتوبة في البديل الكورنثي القديم للألفبائية اليونانية).

قَيطس في اليونانية القديمة هي أي مخلوق بحري ضخم أو وحش بحري .  وفقًا للأساطير قتل بِرسيُس قيطسَ لإنقاذ أندروميدا من التضحية بها. مصطلح الحوتيات (للحوت) مشتق من الحيتان . في الفن اليوناني ، تم تصوير ceti على أنها سمكة سربنتين. اسم الشخصية الأسطورية كيتو مشتق من هذا الاسم، واسم كوكبة قيطس مشتق أيضًا من هذه الكلمة.